# Емельянова, Клавдия Михайловна
Кла́вдия Миха́йловна Емелья́нова (в девичестве Константи́нова; 12 ноября 1912 — 25 февраля 1990, Свердловск) — советская легкоатлетка, выступала на всесоюзном уровне в 1930-х и 1940-х годах. Представляла на соревнованиях спортивное общество «Динамо» и город Свердловск, 11-кратная чемпионка СССР в разных легкоатлетических дисциплинах, заслуженный мастер спорта СССР. Также является мастером спорта по лыжным гонкам, бронзовая призёрка чемпионата СССР по лыжному спорту.

## Биография
Родилась 12 ноября 1912 года. Увлекалась спортом с раннего детства, играла в баскетбол, волейбол, хоккей, занималась гимнастикой и лыжными гонками, но больше всего преуспела именно в лёгкой атлетике. Серьёзно тренироваться начала в возрасте семнадцати лет в 1929 году, первое время тренировалась самостоятельно, позже была подопечной тренера В. И. Мирошника.
В 1932 году участвовала в Урало-Кузбасской Спартакиаде, в 1934 году уже установила несколько рекордов Уральской области в отдельных легкоатлетических дисциплинах. Первого серьёзного успеха на всесоюзном уровне добилась в сезоне 1937 года, когда вошла в основной состав сборной команды РСФСР и выступила на чемпионате Советского Союза в Москве, откуда привезла награды золотого и бронзового достоинства, выигранные в беге на 100 метров и в программе пятиборья соответственно. Год спустя была лучшей в эстафете 4 × 100 метров и малой шведской эстафете, тогда как в беге на 200 метров получила бронзу. Ещё через год вновь стала бронзовой призёркой в беге на двухсотметровой дистанции и добавила в послужной список бронзовую медаль, полученную в пятиборье. В 1940 году стала чемпионкой СССР в метании диска.
Во время Великой Отечественной войны занималась подготовкой будущих бойцов РККА, в течение некоторого времени находилась в Москве, где участвовала в боевых дежурствах на крышах зданий, тушила пожары подвергшейся бомбардировкам столицы. При этом продолжала активно заниматься спортом, проходила подготовку под руководством своего мужа Николая Емельянова, так же успешного уральского легкоатлета. Состояла в свердловском совете физкультурно-спортивного общества «Динамо».
В сезоне 1943 года на очередном чемпионате СССР по лёгкой атлетике Клавдия Емельянова несколько раз поднималась на пьедестал почёта: завоевала золотые медали в беге на 200 метров и пятиборье, получила серебро в беге на 100 метров. За эти выдающиеся достижения первой среди свердловских спортсменов удостоена почётного звания «Заслуженный мастер спорта СССР» по лёгкой атлетике. Кроме того, в этом сезоне она выступила на чемпионате СССР по лыжным гонка, где в составе сборной команды города Свердловска выиграла бронзовую медаль в беге санитарных команд на 5 км. Является мастером спорта СССР по лыжным гонкам.
Впоследствии ещё в течение нескольких лет оставалась действующей спортсменкой и продолжала принимать участие в крупнейших турнирах всесоюзного значения. Так, в 1944 году на чемпионате СССР она стала бронзовой призёркой в беге на 100 метров. В следующем сезоне одержала победу в зачёте пятиборья. Последний раз показала сколько-нибудь значимый результат на всесоюзном уровне в 1947 году, когда в составе сборной РСФСР победила в обеих женских эстафетах — 4 × 100 метров и 4 × 200 метров. В общей сложности 11 раз побеждала на первенствах страны, имеет на своём счету несколько рекордов всесоюзного значения.
После завершения карьеры спортсменки занялась тренерской деятельностью, в частности работала тренером по лёгкой атлетике в свердловской Детско-юношеской спортивной школе «Юный динамовец». В 1954 году награждена орденом Красной Звезды.
Умерла 25 февраля 1990 года в Свердловске в возрасте 77 лет. Похоронена на городском Широкореченском кладбище рядом с матерью — Емельяновой Евгенией Павловной (1884—1967).

### Семья
Муж — Емельянов Николай Алексеевич (1908—1996), судья всесоюзной категории по биатлону. Дочь Ирма.